# ポポロ広場

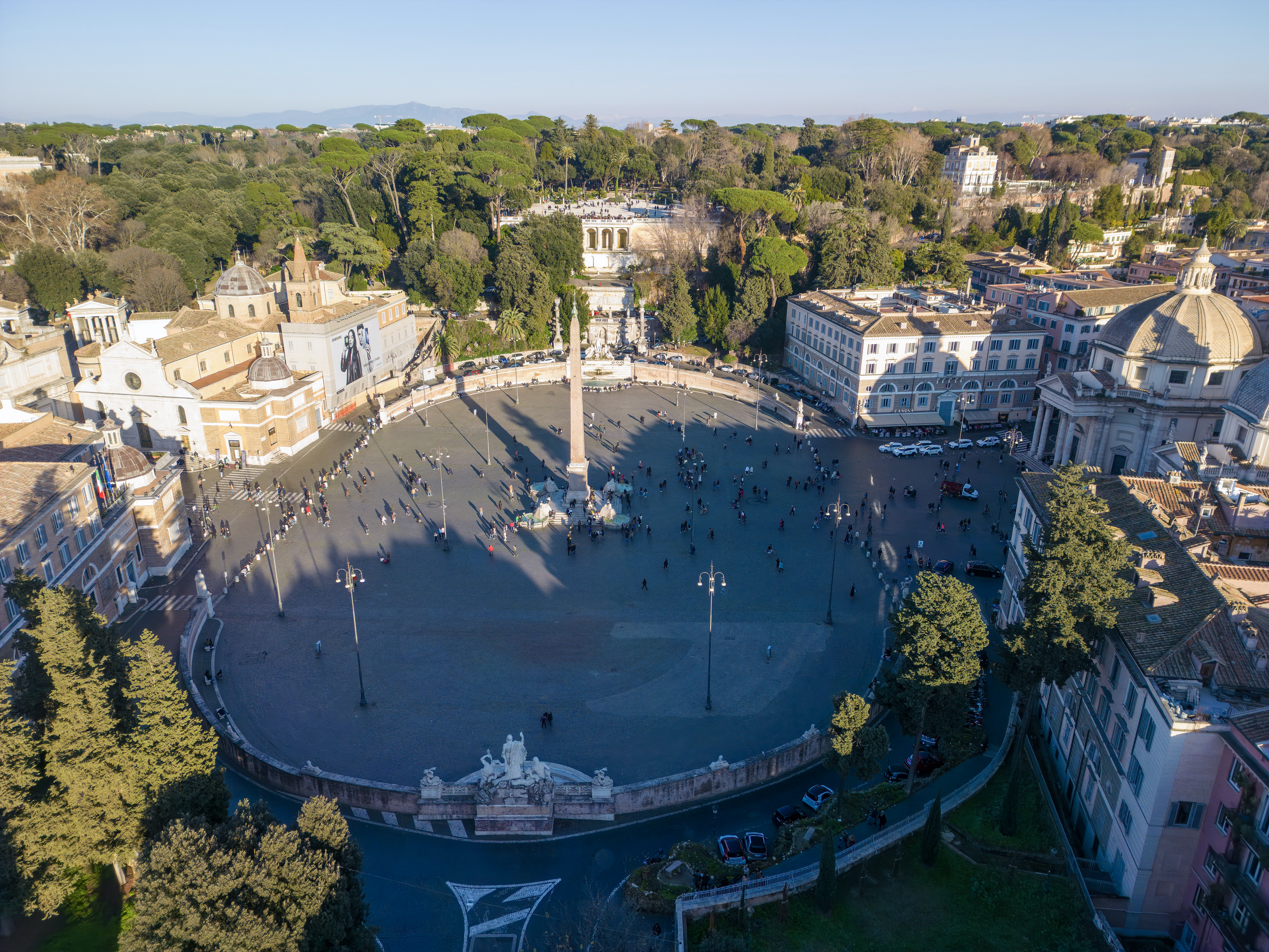
ピンチョの丘から見たポポロ広場

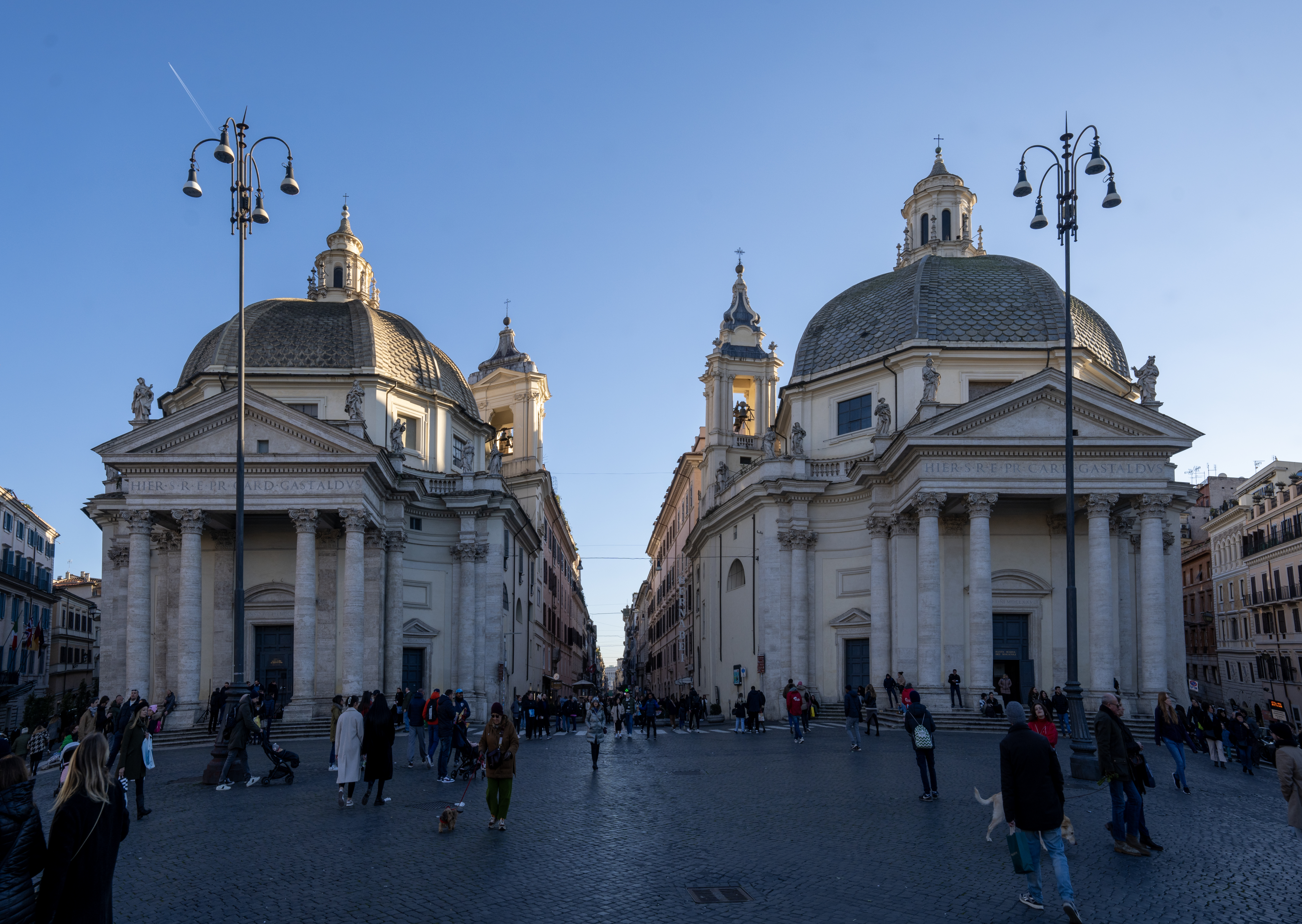
サンタ・マリア・デイ・ミラーコリ教会 (ローマ)

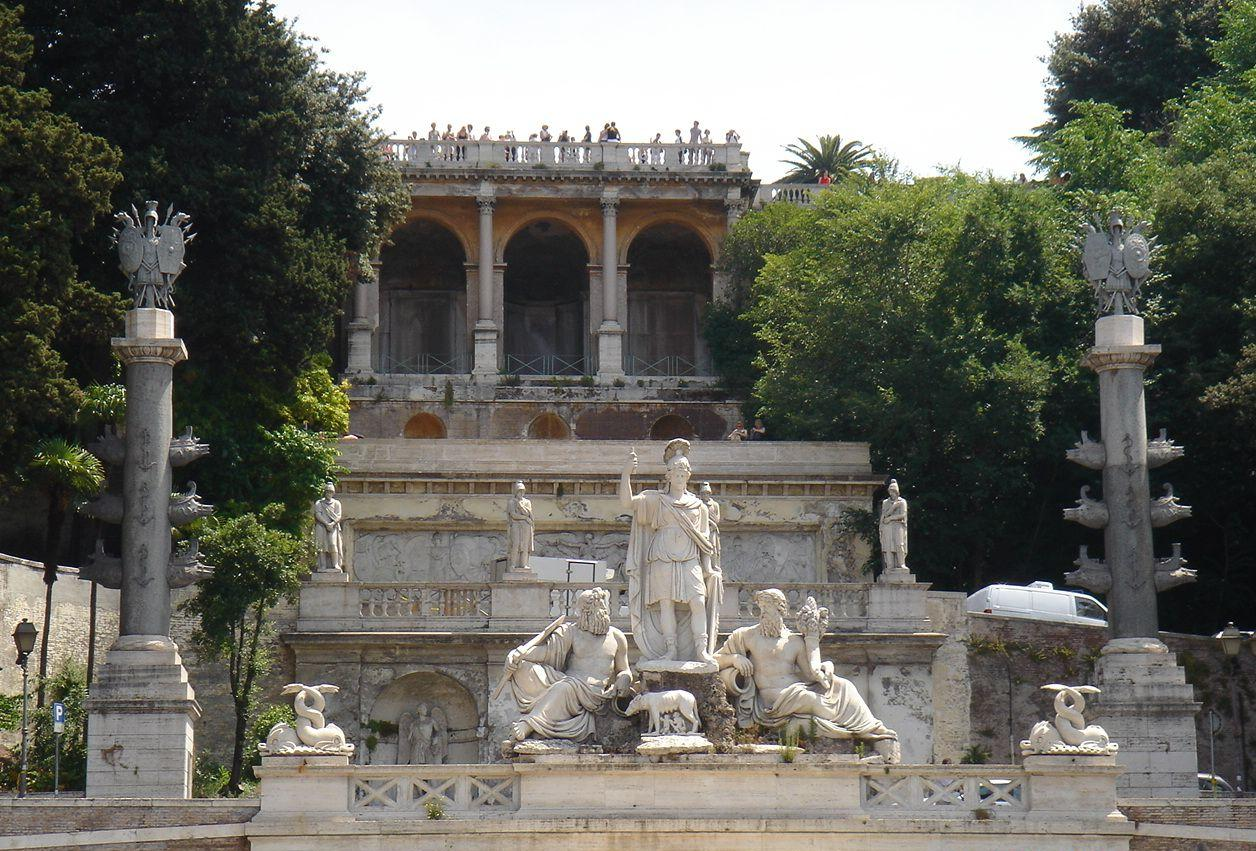
ポポロ広場から見たピンチョの丘

ポポロ広場（イタリア語: Piazza del Popolo）は、ローマにある広場。巡礼者のローマへの入口に当たる。ポポロは「市民」の意味。
古くから交通の要所であり、ローマの入口に当たる広場である。中央にオベリスクが建てられ、南に向かって3本の道路が放射状に伸びている。バロック期には広場に面してドームを載せた2つの教会堂（双子教会）が建設された。さらに19世紀になって、噴水の整備、建物の改築などが行われ、現在見る姿になった。

## 広場周辺の建物など
フラミニアのオベリスク
古代ローマ時代の紀元前10年に、アウグストゥス帝によりエジプトのヘリオポリスから運ばれてきたラムセス2世のオベリスクである。当初、キルクス・マクシムスに建てられていたが、1589年にシクストゥス5世によりこの場所に移設された。高さ約24メートルで、基盤も含めれば36メートルの高さがある。ポポロ広場のオベリスクと呼ばれることもある。
ポポロ門
1475年にローマ教皇シクストゥス4世により建てられた門。ファサードはバロック期の著名な彫刻家であり建築家でもあるベルニーニの設計による。古代ローマ時代には、この位置にフラミニア街道が通過するフラミニア門が建っていた。
噴水
広場の西端にネプチューンの噴水 (Fontana del Nettuno) が、東端のピンチョの丘の麓にローマの神々とピンチョの麓の噴水 (Fontana della Dea di Roma e terrazza del Pincio) が、広場中心のオベリスクを囲むようにオベリスクの噴水 (Fontana dell' Obelisco) がある。これらの噴水は、19世紀に Giovanni Ceccarini のデザインにより造られた。
サンタ・マリア・デル・ポポロ教会
ブラマンテ、ラファエロ、ベルニーニらが建設に携わった。カラヴァッジョの壁画など美術品を多く有する。
双子教会
17世紀に建設された2つの教会で、サンタ・マリア・イン・モンテサント教会とサンタ・マリア・デイ・ミラーコリ教会。